# استایف‌آکر
استایف‌آکر (به هلندی: Stuifakker) یک منطقهٔ مسکونی در هلند است که در وست‌فورنه واقع شده‌است. استایف‌آکر ۶۰۰ نفر جمعیت دارد.